# Club Universitario de Buenos Aires
Maillots
Le Club Universitario de Buenos Aires (CUBA) est un club omnisports argentin basé dans la province de Buenos Aires en Argentine.

## Histoire
Le club a été fondé le 11 mai 1918. Plusieurs disciplines y sont développés. La section de rugby à XV est membre de l'Unión de Rugby de Buenos Aires. Elle a remporté le championnat de l'URBA à 15 reprises. Elle remporte son premier Nacional de Clubes en 2014.

## Palmarès
- Vainqueur du Nacional de Clubes en 2014
- Vainqueur du championnat de l'URBA en 1931, 1942, 1944, 1945, 1947, 1949, 1950, 1951, 1952, 1965, 1968, 1969, 1970, 2013, 2021.

## Joueurs emblématiques (rugby à XV)
- Matías Moroni